# 684 Hildburg
684 Hildburg је астероид главног астероидног појаса са средњом удаљеношћу од Сунца која износи 2,432 астрономских јединица (АЈ).
Апсолутна магнитуда астероида је 11,4 а геометријски албедо 0,147.